# Lydia Quintana
Lydia Quintana, cuyo nombre real era Ruth D'Amore fue una primera actriz argentina de cine y teatro.

## Carrera
Lydia Quintana, también conocida como Lidia Quintana,  fue una eximia primera actriz dramática del cine de la llamada "época de oro argentina".
Debutó en cine  en 1939 con el film La modelo y la estrella. Brilló  junto a importantes figuras del cine y el teatro nacional como Ricardo Trigo, Floren Delbene, Francisco de Paula, Pedro Maratea, Amanda Varela, Elisardo Santalla, Mario Danesi,  Mario Pocoví y Pascual Pelliciotta.
Trabajó  con grandes directores como Leopoldo Torre Nilsson, Roberto de Ribón y Carlos Borcosque.
En teatro encabezó  una compañía junto a Gilberto Peyret. En 1950 integra la "Compañía Argentina de Comedias Cómicas"  de Leonor Rinaldi, Alberto Anchart- Agustín Castro Miranda, con quienes estrena la Viuda, fiera y "avivata" busca soltero con plata!, en el Teatro Cómico, junto a Enrique Borrás y Gerardo Chiarella.

## Filmografía
- 1939: La modelo y la estrella
- 1942: El comisario de Tranco Largo como Luciana
- 1943: Stella
- 1944: Pachamama
- 1946: La tía de Carlos como Lucrecia
- 1946: Rosa de América
- 1946: Albergue de mujeres
- 1947: Siete para un secreto como Ruth
- 1949: Nace la libertad
- 1949: Corrientes, calle de ensueños
- 1950: Servidumbre.
- 1951: Tierra extraña
- 1951: Corazón fiel
- 1952: Un guapo del 900
- 1952: La encrucijada como Inés Núñez
- 1954: Se necesita un hombre con cara de infeliz como Yolanda
- 1954: Soy del tiempo de Gardel
- 1957: La despedida o Que me toquen las golondrinas[3]

### Teatro
- Viuda, fiera y "avivata" busca soltero con plata! (1950).
- Presidio (1946).